# Korte (munt)

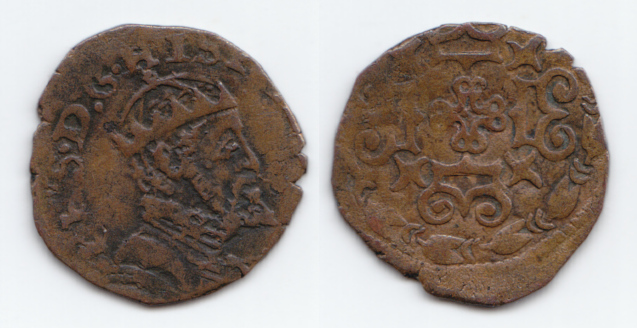
Korte 1556-1567, Spaanse Nederlanden, Filips II, Brabant, koper.

Een korte of corte was een kleine koperen middeleeuwse munt die werd geslagen in Brabant en in Vlaanderen. 
In een stuiver gingen 24 korten. De korte was 2 Vlaamse mijten en 3 Brabantse mijten waard. In de zeventiende eeuw werd de korte vervangen door de oord en de duit.

## Bron
- K. Lemmens (1998) Rekenmunt en courant geld in: Jaarboek 1998 van het Europees Genootschap voor Munt- en Penningkunde Online versie